# Sarfannguit
Sarfannguit (Sarfannguaq) är en by i kommunen Qeqqata i Västra Grönland. Sarfannguit ligger i närheten av staden Sisimiut, och har cirka 121 invånare (2015). 
I bygden är fiske den viktigaste näringen, och det finns en fiskfabrik för förarbetning av fisken (torsk, havskatt, stenbitsrom) som sedan exporteras av firman Arctic Green Food.